# Konrad Eißler
Konrad Eißler (* 18. Dezember 1932 in Oberndorf am Neckar, Baden-Württemberg; † 9. April 2024 in Stuttgart) war ein deutscher evangelischer Theologe, Sachbuchautor und Journalist pietistischer Prägung. 21 Jahre, von 1974 bis 1995, war er Pfarrer an der Stuttgarter Stiftskirche.

## Leben
Konrad Eißler stammte aus einer pietistischen Familie. Sein Bruder war der 2005 verstorbene Jurist Hans Eißler, sein Großvater der Theologe Dr. Wilhelm Busch und sein Patenonkel der Jugendpfarrer und Evangelist Wilhelm Busch; Siegfried Kullen war ein Cousin. Konrad Eißler wuchs in Oberndorf am Neckar auf, besuchte das Evangelische Stift Tübingen und studierte Theologie in Tübingen, Hamburg und in den USA. Nach einem Volontariat bei der Stuttgarter Zeitung übernahm er 1969 die Redaktionsleitung des Evangelischen Gemeindeblatts für Württemberg. Als Nachfolger von Theo Sorg wurde er 1974 Pfarrer an der Stuttgarter Stiftskirche.
Konrad Eißler war als Prediger und Evangelist weit über württembergische Grenzen hinaus bekannt. Besonderes Ansehen gewann er durch seine Redekunst, mit der er die Zuhörer gewinnen konnte. Mehr als 2000 Menschen besuchten regelmäßig den viermal jährlich stattfindenden und von ihm gegründeten Stuttgarter Jugendgottesdienst. Er war Vorsitzender der Württembergischen Bibelgesellschaft, 1969 bis 1989 Vorsitzender im CVJM-Landesverband Württemberg und von 1974 bis 1987 Vorstandsmitglied im CVJM-Gesamtverband in Deutschland.
Konrad Eißler verfasste zahlreiche Andachtsbücher und weitere Schriften. Er starb am 9. April 2024 im Alter von 91 Jahren. Die Trauerfeier fand am 19. April 2024 in Hülben statt.

## Familie
Nach seiner Pensionierung zog er mit seiner Frau Jutta, geb. Flöther, mit der er ab 1964 verheiratet war, nach Hülben. Zusammen hatten sie sieben Kinder.

## Schriften (Auswahl)
- mit Ulrich Parzany, Theo Sorg, Walter Tlach und Klaus Vollmer: Der neue Mensch. Auszüge aus den Ansprachen der 18. Ludwig-Hofacker-Konferenz am 13. Juni 1974, Brunnquell Verlag, Metzingen 1974, ISBN 3-7656-0077-6.
- Frucht bringen. Auslegung zu Johannes 15,1-25, Aussaat Verlag, Wuppertal 1976, ISBN 3-7615-3086-2.
- Endlich ein Leben. Moderne Gleichnisse, Aussaat Verlag, Wuppertal 1979, ISBN 3-7615-4409-X.
- Jetzt ist ihre Chance! Francke, Marburg 1983, ISBN 3-88224-315-5.
- Stichworte, Neukirchener Verlag, Neukirchen−Vluyn 1987, ISBN 3-7615-3329-2.
- mit Ulrich Parzany u. a.: Mir geht ein Licht auf, Brunnen Verlag, Gießen 1991, ISBN 3-7655-3429-3.
- Das bringt's! Christliches Verlagshaus Stuttgart, 1992, ISBN 3-7675-3358-8.
- Gott schreibt höchstpersönlich. Mit 14 Predigten durch Kirchenjahr, Neukirchener Aussaat, Neukirchen-Vluyn 1996, ISBN 3-7615-3550-3.
- Kostproben von Gottes Können, Hänssler Verlag, Neuhausen 1998, ISBN 3-7751-2919-7.